# Ritual Carnage
A Ritual Carnage (rituális vérontás) amerikai-japán thrash/death metal zenekar. 

## Története
1998-ban alakultak meg. Csak japán tagokból áll a zenekar, kivéve az énekesüket, Damian Montgomery-t, aki a floridai Tampából származik. Szövegeik témái: háború, halál, politika.

## Tagok
- Damian Montgomery ("Danny Carnage") - ének
- Wataru Yamada - gitár
- Kenichi "Eddie Van" Koide - gitár
- Hiroyuki Ishizawa - basszusgitár
- Naoya Hamaii - dobok

Korábbi tagok
- Shigeyuki Kamazawa - gitár
- Bill Jokela - gitár
- Ken Kubo - gitár
- Katsuyuki Nakabayashi - gitár
- Hidenori Tanaka - gitár
- Masami Yamada - gitár
- Hide Ideno - basszusgitár
- Alex Amedy - dobok
- Shinjiro Sawada - dobok

## Diszkográfia
- The Highest Law (1998)
- Every Nerve Alive (2000)
- The Birth of Tragedy (2002)
- I, Infidel (2005)